# Szacsvay Imre (színművész)
Esztelneki Szacsvay Imre, Szacsvay Imre Dezső (Irsa, 1854. október 10. – Budapest, 1939. május 23.) drámai színész, a magyar színjátszás klasszikus stílusának egyik legjelentősebb képviselője.

## Élete
A Pest megyei Irsán született Szacsvay Ágostonnak, a keleti vaspálya felügyelőjének és Tassy Rózának a fiaként. 1871 őszén lett a színitanoda hallgatója, tanulmányai közben mint statiszta dolgozott az István téri Színházban és a Várszínházban. 1874 tavaszán meghívták Kolozsvárra próbajátékra és május 1-jén szerződtették hősszerelmesnek és társalgási színésznek. Május 5-én Feuillet Juliájának Maxim szerepében lépett fel. Schiller Don Carlosának alakítása volt az első sikere. 1875-ben Szigligeti Ede meghívta egy próbaévre a Nemzeti Színházhoz, azonban Szacsvay Imre visszautasította meghívást. 1884-ig működött Kolozsvárt, ahonnan végül 1884-ben Paulay Ede hívta őt a budapesti Nemzeti Színházhoz. Itt aratta legnagyobb sikereit. Február 18-án láthatta először a pesti közönség a Fourchambault-családban Bernand szerepében. Március 16-án kötött szerződést és 21-én már Sardou Fedorá c. művében Lorisz Ipanovként lépett fel. A kritikusok kezdetben tartózkodással fogadták, azonban az 1885. július 24-ei, az Othello címszereplőjeként nyújtott alakítását már jelentősen méltatták. 1908 októberében megválasztották a drámabíráló bizottság tagjának, majd 1909-ben a színház örökös tagja lett. Lear Király szerepében 1888. augusztus 24-én lépett színpadra először és 1913. szeptember 29-én ez volt az utolsó alakítása is egyben, ekkor ugyanis saját visszavonult, mivel úgy érezte, hogy a kor követelményeinek már nem felel meg az ő játékstílusa. Ódry Árpád a következőket írta róla: „Learját és Brutusát örökké magam előtt fogom látni, mint a sziklakeménység inkarnációját." 1915 és 1923 között a Színiakadémia tanára volt. Felesége Boér Emma színésznő volt, akivel 1878 májusában kötött házasságot. Halálát idült szívizomlob, agyvérömleny okozta. Sírja a Fiumei úti sírkertben található (41/1-1-4).

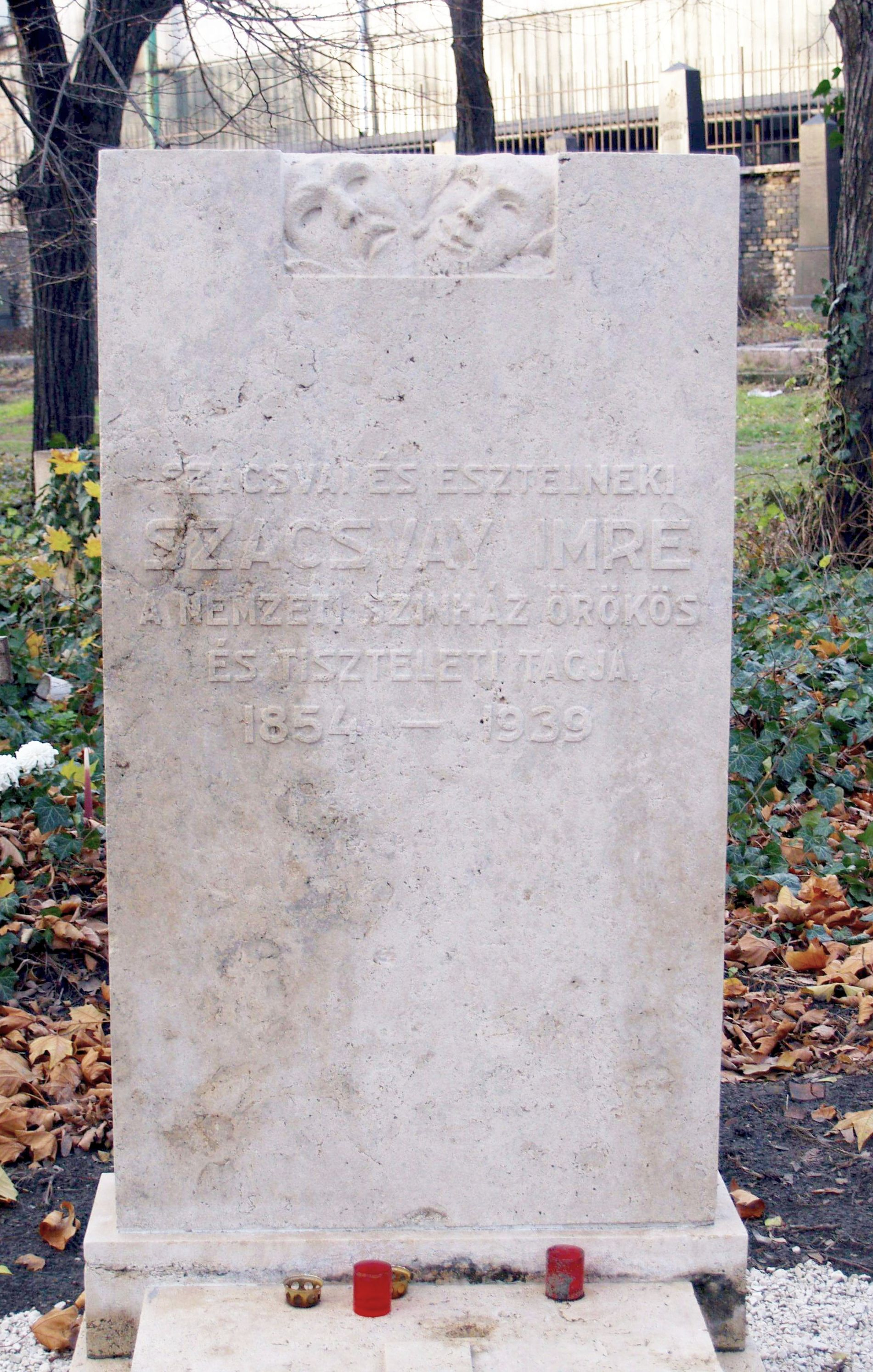
Sírja a Fiumei úti sírkertben 2008-ban (41/1-1-4)

## Fontosabb szerepei
- Petur bán (Katona József: Bánk bán)
- Shakespeare színműveiben: 
  - Othello (Othello)
  - Mac-Duff (Macbeth)
  - Rómeó (Rómeó és Júlia)
  - Antonius (Antonius és Cleopatra)
  - Antonius (Julius Caesar)
  - Theseus (Szentivánéji álom)
  - Prospero (Vihar)
  - Antonio (Velencei kalmár)
  - Leontes (Téli rege)
  - Achilles (Troilus és Cressida)
  - Claudius (Hamlet)
  - Brutus (Julius Caesar)
  - Lear király (Lear király)
  - Macbeth (Macbeth)
  - Coriolanus (Coriolanus)
- Bannai Gerő (Szigligeti Ede: Rang és mód)
- Bercsényi Miklós (Szigligeti Ede: II. Rákóczi Ferenc fogsága)
- Mózes (Rákosi: Elnémult harangok)
- John Gabriel Borkman (Ibsen)

## Műve
- Életem és emlékeim (sajtó alá rendezte: Balassa I., Budapest, 1940)